# الدولار الفضي الكندي
الدولار الفضي الكندي (الفرنسية: Dollar argent du Canada) أصدرته لأول مرة دار سك العملة الملكية الكندية في عام 1935 لإحياء ذكرى اليوبيل الفضي للملك جورج الخامس. نحت التصميم الخلفي للعملة إيمانويل هان ويصور مسافرًا وشخصًا من أصل أصلي يجدف بزورق من لحاء البتولا. وتمثل الخطوط الخافتة في الخلفية الشفق القطبي. استخدم تصميم المسافر على الدولار حتى عام 1986. ثم استبدلوه بعملة الدولار الكندي 1 دولار عام 1987 (المعروفة باسم "لوني"). وشهد عام 1967 نهاية الدولار الفضي كعملة تجارية أو عملة تصدر للتداول. بعد عام 1967 كانت عملة الدولار مصنوعة من النيكل باستثناء الإصدارات التذكارية غير المتداولة لسوق هواة الجمع والتي لا تزال تحتوي على الفضة.

## الأصناف

### 1911

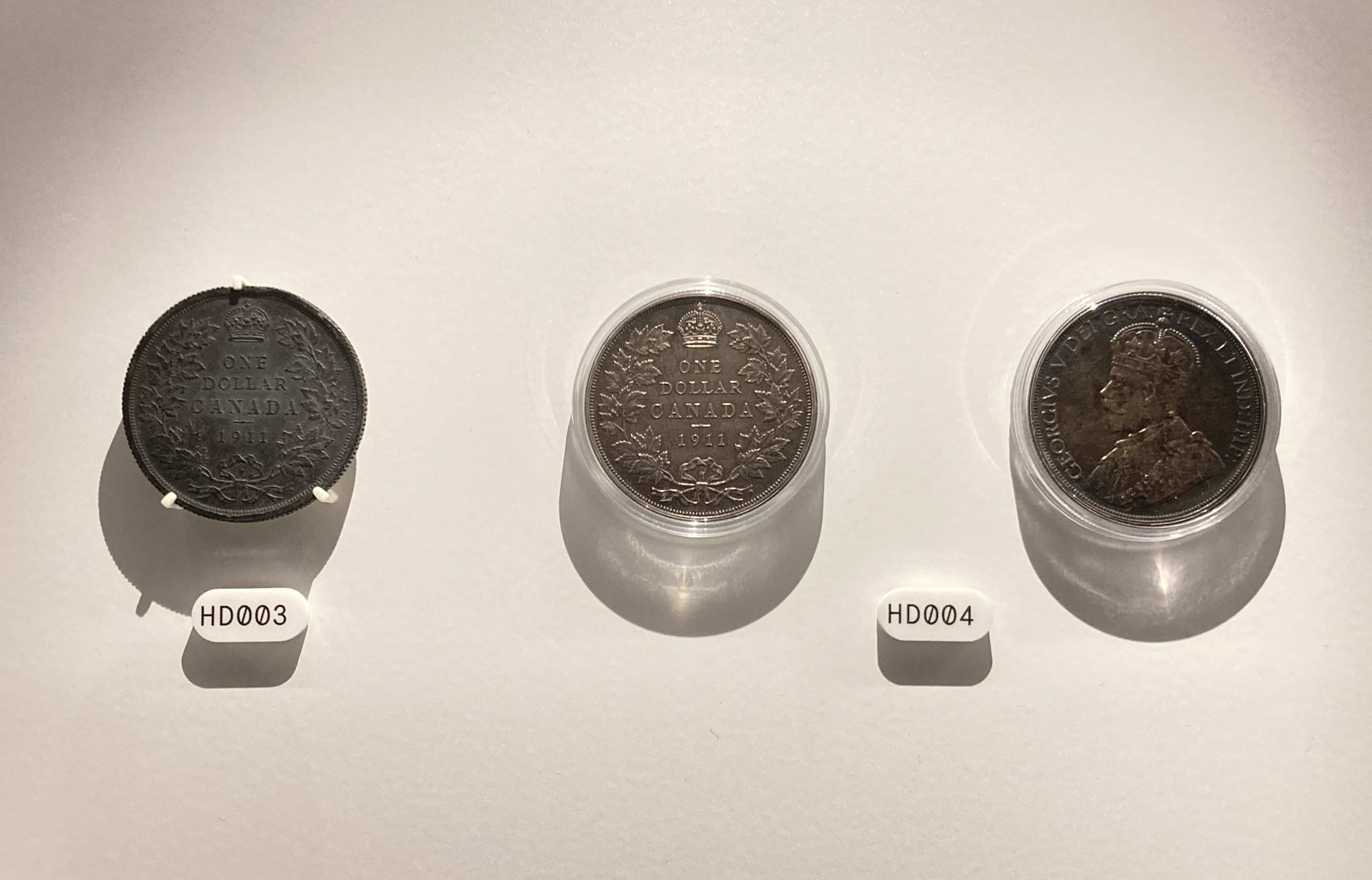
الضربات الثلاث للدولار الفضي لعام 1911 المعروضة في متحف بنك كندا: ضربة التجربة الرصاصية (يسار) و"إمبراطور العملات الكندية" (وسط) والقرض من متحف دار سك العملة الملكية (يمين).

في حين لم يُسك الدولار الفضي للإنتاج في عام 1911 أنتجت دار سك العملة الملكية في لندن ثلاث عملات تجريبية: اثنتان منها من الفضة وواحدة من الرصاص. ونظرًا لتميز هذه العملات وعدم كونها مخصصة للتداول فقد صُنفت على أنها عملات نمطية. إحدى العملات الفضية المملوكة لمتحف سك العملة الملكية أُقرضت لبنك كندا منذ عام 1976 وعُرضت في متحف بنك كندا منذ عام 1980. لم تُكتشف العملة الرصاصية حتى عام 1977 أثناء نقل مكتب من مبنى البرلمان. ثم نُقلت على الفور إلى المجموعة الوطنية للعملات التابعة لبنك كندا مع نظيرتها الفضية.
كان الدولار الفضي الثاني لعام 1911 مملوكًا لويليام إليسون ماكارتني نائب رئيس دار سك العملة الملكية. وبعد وفاته عام 1924 انتقلت العملة إلى أبنائه الثلاثة قبل أن تباع في النهاية إلى بلير أ. سيبي عام 1960. ثم عرضت العملة على الجمهور لأول مرة في مؤتمر العملات الكندي في شيربروك في نفس العام وفي مؤتمر العملات الأمريكي في بوسطن بعد أسبوع. وفي النهاية بيعت العملة في عام 1965 إلى جون ماكاي كليمنتس عمدة هايليبيري السابق أونتاريو. وبعد وفاة ماكاي كليمنتس عام 1976 عُرضت العملة في المزاد مرة أخرى. ونظرًا لتميزها فقد اكتسبت لقب "إمبراطور العملات الكندية" في نفس الوقت تقريبًا الذي أُطلق فيه على نصف دولار عام 1911 لقب "ملك العملات الكندية".
تغيرت ملكية العملة عدة مرات أخرى حيث بيعت إلى أنتوني كاراتو من شركة إيجل كوين مقابل 160,000 دولار أمريكي في يوليو 1979 ثم إلى جوزيف كارلتون وديفيد هيرشمان من شركة كارلتون نوميسماتكس. مقابل 325,000 دولار أمريكي. وفي النهاية عادت العملة إلى كندا بعد بيعها بالمزاد العلني مقابل 690,000 دولار أمريكي إلى جورج إتش كوك وهو جامع كندي مشهور في 13 يناير 2003. وبعد وفاته في عام 2018 بيعت مجموعة كوك بالمزاد العلني خلال معرض الجمعية الأمريكية لعلم العملات العالمي في شيكاغو حيث اشتراها ساندي كامبل وإيان لينج للمرة الأخيرة مقابل 734,000 دولار أمريكي بعد رسوم المشتري بنسبة 20٪. ثم عرضوا العملة على متحف بنك كندا مشيرين إلى أنهم يريدون التأكد من بقاء العملة في المجال الثقافي العام في كندا. وكجزء من مجموعة العملة الوطنية انضمت إلى نظيرتها الفضية والرصاصية لأول مرة منذ ما يقرب من 110 عامًا منذ سكها.

### 1947
توجد عشرة أنواع من دولار فوياجر لعام 1947. حيث يمكن تصنيف هذه الأنواع العشرة إلى ثلاث فئات مميزة: إصدار السبعة المدببة وإصدار السبعة الحادة وإصدار ورقة القيقب. يُضمن عدد العملات التي سكوها في الجدول أدناه.

#### سبعة مدببة
في عام 1947 استُخدم نمطان للرقم 7 في قوالب عملات فوياجور. كان الرقم 7 رقمًا طويلًا بطرف سفلي يشير إلى اليمين. وفي بعض العملات تظهر نقطة بالقرب من الرقم 7. يُعزى ذلك إلى عيب في القالب. حيث توجد ستة أنواع مختلفة من الرقم 7 المدبب.
- مدبب 7
- 7 مدببة مع 4 مثقوبة مزدوجة
- الرقم 7 مدبب مع نقطة بالقرب من الرقم 7
- مدبب 7 مع أتش بيه مثقوب مزدوج تحت تمثال جلالة الملك جورج السادس
- مدبب 7 مع ثلاث ضربات أتش بيه تحت تمثال جلالة الملك جورج السادس
- مدبب رقم 7 مع أتش بيه مثقوب رباعيًا تحت تمثال جلالة الملك جورج السادس (أتش بيه هي الأحرف الأولى من اسم المصمم: تيأتش باجيت)

#### سبعة حادة
تم تصنيف الرقم 7 الأقصر مع الذيل السفلي الذي يشير إلى الأسفل بصفة مستقيمة تقريبًا على أنه الرقم 7 غير الحاد.
- بلانت 7
- بلانت 7 مع ضربة مزدوجة أتش بيه تحت تمثال جلالة الملك جورج السادس

#### إصدار ورقة القيقب
في عام 1947 نالت الهند استقلالها عن الإمبراطورية البريطانية ونتيجةً لذلك كان لا بد من إزالة نقش "IND:IMP:" من وجه الدولار الفضي لعام 1948. ومع ذلك نظرًا لتأخر شحن القوالب الأصلية الجديدة من المملكة المتحدة لتعكس هذا التغيير واصلت دار سك العملة إنتاج عملات عام 1947 التي تحمل صورة ورقة قيقب صغيرة بحلول التاريخ المحدد للدلالة على أنها سُكّت بالفعل في عام 1948. في النهاية وصلت قوالب الوجه الجديدة وبدأ سك دولارات عام 1948 في منتصف العام. وجعل انخفاض عدد هذه العملات عملات ورقة القيقب لعام 1947 ودولارات عام 1948 نادرةً للغاية حيث حقق الدولار الفضي لعام 1948 سعر سوقي مرتفع للغاية. (تبلغ قيمة عملات عام 1948 بحالة سك أكثر من سي إيه $ 2000 دولار كندي اعتبارًا من يوليو 2019.
- 1947 مع ورقة القيقب بالقرب من 7
- 1947 مع ورقة القيقب بالقرب من الرقم 7 مع أتش بيه مثقوبة مزدوجة تحت تمثال جلالة الملك جورج السادس[12]

### 1950–1952

#### أصناف من نوع أرنبريور
ظهرت مشكلة فنية خلال الخمسينيات من القرن الماضي والتي كانت لتؤرق دار سك العملة الملكية الكندية. حيث يوجد في كل طرف من طرفي الزورق على دولار فوياجور أربعة خطوط مياه ضحلة. وفي عملية تلميع القوالب كانت أجزاء من هذه الخطوط تميل إلى الاختفاء. وكانت النتيجة وجود اختلافات في مظهر العملات المعدنية من عام إلى آخر. وكان هناك جامعون قرروا بشكل تعسفي أنه يجب جمع نمط معين من خطوط المياه الجزئية في الطرف الأيمن من الزورق بوجه منفصل والحصول على إضافة على الدولارات ذات خطوط المياه المثالية أو تكوينات الخطوط الجزئية الأخرى. كما تميل تكوينات نوع أرنبريور إلى أن تتكون من خطين ونصف من خطوط المياه على اليمين. أي أثر لخط المياه السفلي يستبعد العملة المعدنية من اعتبارها من نوع أرنبريور.

#### أصناف عام 1952
في عام 1952 طُبِّق وجهٌ معدَّلٌ للعملة خالٍ تمامًا من خطوط المياه. بالإضافة إلى إزالة خطوط المياه كان هذا الوجه المُعدَّل مختلفًا لأن صورة الزورق على العملة كانت ذات طرفٍ أكبر على شكل جزيرة في الطرف الأيمن. ويختلف هذا النوع عن عملات أرنبريور في أنه صُمِّمَ عمدًا.

#### أصل اسم أرنبريور
في ديسمبر 1955 أصدرت دار سك العملة الملكية الكندية طلبًا بقيمة 2000 دولار فضي لشركة في أرنبريور بأونتاريو. كانت هذه العملات المعدنية تحتوي على خطين ونصف من خطوط المياه في الطرف الأيمن من القارب. وكان هذا مشابهًا للاختفاء العرضي لخطوط المياه في الإصدارات من عام 1950 إلى عام 1951. جذبت دولارات عام 1955 اهتمام العديد من هواة الجمع وكان هذا الإصدار هو الذي أدى إلى تطبيق مصطلح أرنبريور على أي دولار يبدو أنه يحتوي على خطوط مياه مفقودة. إن أكثر ما يمكن جمعه من أرنبريور 1955 هو كسر القالب على نقش الوجه والنتيجة هي انضمام حرفي T وI في كلمة GRATIA.

### لا يوجد طي للكتف في وجه العملة
كان العنصر المشترك في كل فئة من فئات عام 1953 هو الوجهان الموجودان. يُتعرف على الوجهين المذكورين عادةً باسم نو شولدر فولد وشولدر فولد. تميزت العملات المعدنية لهذا العام بالتمثال الجديد للملكة إليزابيث الثانية. كانت النحاتة ماري جيليك وقد صنعت نموذجًا بنقش بارز مرتفع للغاية. كان من المقرر أن يتميز الجزء الأوسط من التمثال بخطين على الكتف. أيضاً من المفترض أن يمثل هذان الخطان طية في ثوب الملكة. نظرًا لأن هذه الخطوط لم تظهر بصفة جيدة للغاية فقد أطلق عليها العديد من هواة الجمع اسم نو شولدر ستارب.  في وقت لاحق من العام خفض كبير النقاشين في دار سك العملة الملكية الكندية توماس شينغلز نقش النموذج وعزز تفاصيل الكتف والشعر. أصبح هذا الوجه المعدل يُعرف باسم مجموعة شولدر ستارب.

### 1957 أرنبريور
كان للدولار الصادر عام 1957 وجهٌ عكسيٌّ يُعتبر أرنبريور. أما الوجه الآخر فيحمل خطّ ماءٍ واحداً على يمين القارب.

### 1965
مع أن عام 1965 سيمثل تغييراً في صورة الملكة إليزابيث الثانية إلا أن العام سيقدم خمسة أنواع مختلفة من الدولار.

#### الصنف 1 و 2
تُحدد الخرزات الصغيرة على وجه العملة الصنفين 1 و2. الجوهرة الخلفية لتاج الملكة إليزابيث الثانية مثبتة بإحكام. للرقم 5 لعام 1965 نوعان: الأول مدبب (النقطة في الأسفل) والثاني غير حاد (النقطة في أسفل الرقم 5 أيضًا).

#### الصنف 3 و 4
تُحدد الخرزات الكبيرة على وجه العملة الفئتين 3 و4. الجوهرة الخلفية لتاج الملكة إليزابيث الثانية مثبتة بإحكام. للرقم 5 لعام 1965 نوعان: الأول مدبب (النقطة في الأسفل) والثاني غير حاد (الحدّة في أسفل الرقم 5 أيضًا).

#### الصنف 5
وجه العملة المعدنية من الفئة 5 مزين بخرزات متوسطة. بخلاف العملات المعدنية الأخرى فإن عملة الفئة 5 لعام 1965 مدببة.

## أصناف بلانشيت 1982
دولار النيكل لعام 1982 موجود على لوح معدني رفيع ملفوف. وزن اللوح المعدني العادي 15.62 جرام، قطرها 32.13 مم، وسمك 2.5 مم. تتكون القطعة الرقيقة من قصب غير مكتمل. وزنها 7.78 جرام وقطرها 31.82 مم والسمك 1.5 مم. يُعتقد أنه يوجد اثنتان فقط.

## تاريخ التكوين
المسافر
| السنين      | الوزن      | القطر/الشكل | التركيب          |
| ----------- | ---------- | ----------- | ---------------- |
| 1935 – 1967 | 23.33 جرام | 36 مم       | 80% فضة 20% نحاس |
| 1968 – 1986 | 15.62 جرام | 32.13 مم    | 100% نيكل        |

## مواصفات الدولار التذكارية
| النوع                                                           | السنين                | التركيب                    | الوزن (جرام) | القطر    | السماكة   | الحافة              |
| --------------------------------------------------------------- | --------------------- | -------------------------- | ------------ | -------- | --------- | ------------------- |
| عينة دولارات النيكل                                             | 1968–1976 و1982 و1984 | .999 نيكل                  | 15.62 غرام   | 32.13 مم | غير متوفر | مضلعة               |
| دولارات فضية نموذجية/إثباتية                                    | 1971–1991             | 0.500 فضة 0.500 نحاس       | 23.3 غرام    | 36.07 مم | غير متوفر | مضلعة               |
| دولارات برونزية من النيكل/الإثبات (انظر الدولار الكندي للتاريخ) | 1987–حتى الآن         | مطلي بالنيكل مع البرونز    | 7 غرام       | 26.5 مم  | 1.9 مم    | ملساء وذات 11 جانبًا |
| دولارات فضية                                                    | 1992–2002             | فضة عيار 925 نحاس عيار 075 | 25.175 غرام  | 36.07 مم | 2.95 مم   | مضلعة               |
| دولارات فضية                                                    | 2003–2006             | 99.99% فضة                 | 25.175 غرام  | 36.07 مم | 3.02 مم   | مضلعة               |
| دولارات فضية                                                    | 2007–2011             | فضة عيار 925 نحاس عيار 075 | 25.175 غرام  | 36.07 مم | غير متوفر | مضلعة               |
| دولارات فضية                                                    | 2012–حتى الآن         | 99.99% فضة                 | 23.17 غرام   | 35.9 مم  | 2.8 مم    | مضلعة               |

## مسكوكات فوياجيور والدولار الفضي لعام 1911

### محتوى الفضة، 1911، 1935-1967
| السنة   | ضرب النقود |
| ------- | ---------- |
| 1911    | 3          |
| 1935    | 428,707    |
| 1936    | 306,100    |
| 1937    | 241,002    |
| 1938    | 90,304     |
| 1939    | 1,363,816  |
| 1945    | 38,391     |
| 1946    | 93,055     |
| 1947    | 65,595     |
| 1947 مل | 21,135     |
| 1948    | 18,780     |
| 1949    | 672,218    |
| 1950    | 261,002    |
| 1951    | 416,395    |
| 1952    | 406,148    |
| 1953    | 1,074,578  |
| 1954    | 246,606    |
| 1955    | 268,105    |
| 1956    | 209,092    |
| 1957    | 496,389    |
| 1958    | 3,039,564  |
| 1959    | 1,443,502  |
| 1960    | 1,420,486  |
| 1961    | 1,262,231  |
| 1962    | 1,884,789  |
| 1963    | 4,179,981  |
| 1964    | 7,296,832  |
| 1965    | 10,768,569 |
| 1966    | 9,912,178  |
| 1967    | 6,767,496  |

### محتوى النيكل 1968-1986
| السنة | ضرب النقود |
| ----- | ---------- |
| 1968  | 5,579,714  |
| 1969  | 4,809,313  |
| 1972  | 2,193,000  |
| 1975  | 3,256,000  |
| 1976  | 2,101,000  |
| 1977  | 1,393,745  |
| 1978  | 2,948,488  |
| 1979  | 1,884,789  |
| 1980  | 2,544,000  |
| 1981  | 2,778,900  |
| 1982  | 1,544,398  |
| 1983  | 2,267,525  |
| 1984  | 1,223,486  |
| 1985  | 3,104,592  |
| 1986  | 3,089,225  |

## دولار نيكل تذكاري
| السنة | السمة                               | الفنان                      | ضرب النقود |
| ----- | ----------------------------------- | --------------------------- | ---------- |
| 1970  | الذكرى المئوية لمانيتوبا            | ريموند تايلور               | 4,140,058  |
| 1971  | الذكرى المئوية لكولومبيا البريطانية | تيري مانينغ وتوماس شينغلز   | 4,260,781  |
| 1973  | الذكرى المئوية لجزيرة الأمير إدوارد | تيري مانينغ ووالتر أوت      | 3,196,452  |
| 1974  | الذكرى المئوية لمدينة وينيبيغ       | بول بيدرسون وباتريك بريندلي | 2,799,363  |
| 1982  | دستور تذكاري                        | أغو آراند                   | 11,812,000 |
| 1984  | هبوط جاك كارتييه في جاسبي           | هيكتور جريفيل وفيكتور كوت   | 6,141,503  |

## سلسلة دولارات فضية تذكارية

### 1935–1980
| السنة | السمة                                    | الفنان                    | ضرب النقود | سعر الإصدار |
| ----- | ---------------------------------------- | ------------------------- | ---------- | ----------- |
| 1935  | دولار المسافر                            | إيمانويل هان              | 428,707    | 1 دولار     |
| 1939  | الزيارة الملكية عام 1939                 | إيمانويل هان              | 1,363,816  | 1 دولار     |
| 1949  | انضمام نيوفاوندلاند إلى الاتحاد          | توماس شينغلز              | 672,218    | 1 دولار     |
| 1958  | تأسيس مستعمرة كولومبيا البريطانية        | ستيفن ترينكا              | 3,039,630  | 1 دولار     |
| 1964  | اجتماعات الاتحاد التذكارية               | دينكو فودانوفيتش          | 7,296,832  | 1 دولار     |
| 1967  | الذكرى المئوية الكندية                   | أليكس كولفيل وميرون كوك   | 6,767,496  | 1 دولار     |
| 1971  | الذكرى المئوية لكولومبيا البريطانية      | باتريك بريندلي            | 585,217    | 3 دولارات   |
| 1973  | الذكرى المئوية للشرطة الملكية الكندية    | بول سيداربيرج             | 904,723    | 3 دولارات   |
| 1974  | الذكرى المئوية لمدينة وينيبيج            | بول بيدرسون               | 628,183    | 3.50 دولارًا |
| 1975  | الذكرى المئوية لمدينة كالجاري            | دي دي باترسون             | 833,095    | 3.50 دولارًا |
| 1976  | الذكرى المئوية لمكتبة البرلمان           | باتريك بريندلي ووالتر أوت | 483,722    | 4 دولارات   |
| 1977  | اليوبيل الفضي للملكة إليزابيث الثانية    | ريموند لي                 | 744,848    | 4.25 دولارًا |
| 1978  | ألعاب الكومنولث                          | ريموند تايلور             | 640,000    | 4.50 دولارًا |
| 1979  | غريفون الذكرى المئوية الثالثة            | والتر شلوب                | 688,671    | 5.50 دولارًا |
| 1980  | الذكرى المئوية للأقاليم القطبية الشمالية | دي دي باترسون             | 389,564    | 22 دولارًا   |

### 1981–1999
ملاحظة: كان عام 1981 أول عام تُصدر فيه الكلية الملكية للموسيقى نوعين مختلفين من الدولارات الفضية. إن الإصدار الأول هو النسخة التجريبية التي كانت تتكون من نقش بارز مُجمد على خلفية مُبطّنة متوازية. أما الإصدار الثاني فكان النسخة اللامعة غير المُتداولة. كما صُنِّف التشطيب على أنه نقش بارز لامع على خلفية لامعة.
| السنة | السمة                                                  | الفنان            | سك العملة (إثبات العملة) | سعر الإصدار (الإثبات) | سك العملة (بي يو) | سعر الإصدار (بي يو) |
| ----- | ------------------------------------------------------ | ----------------- | ------------------------ | --------------------- | ----------------- | ------------------- |
| 1981  | الذكرى المئوية للسكك الحديدية الكندية الباسيفيكية      | كريستوفر جوري     | 353,742                  | 18 دولارًا             | 148,647           | 14 دولارًا           |
| 1982  | الذكرى المئوية لريجينا                                 | هانتلي براون      | 577,959                  | 15.25 دولارًا          | 144,989           | 10.95 دولارًا        |
| 1983  | ألعاب الجامعات العالمية                                | كارولا تيتز       | 340,068                  | 16.15 دولارًا          | 159,450           | 10.95 دولارًا        |
| 1984  | تورنتو تحتفل بالذكرى المئوية الخامسة والخمسين          | دي جي كريج        | 571,079                  | 17.50 دولارًا          | 133,563           | 11.40 دولارًا        |
| 1985  | الذكرى المئوية للحدائق الوطنية                         | كاريل روهليسك     | 537,297                  | 17.50 دولارًا          | 162,873           | 12 دولارًا           |
| 1986  | الذكرى المئوية لفانكوفر                                | إليوت جون موريسون | 496,418                  | 18 دولارًا             | 124,574           | 12.25 دولارًا        |
| 1987  | الذكرى السنوية الـ 400 لجون ديفيس                      | كريستوفر جوري     | 405,688                  | 19 دولارًا             | 118,722           | 14 دولارًا           |
| 1988  | مصانع الحديد في سانت موريس                             | آر آر كارمايكل    | 259,230                  | 20 دولارًا             | 106,702           | 15 دولارًا           |
| 1989  | الذكرى المئوية الثانية لنهر ماكنزي                     | جون ماردون        | 272,319                  | 21.75 دولارًا          | 110,650           | 16.25 دولارًا        |
| 1990  | هنري كيلسي يحتفل بالذكرى المئوية الثالثة               | دي جي كريج        | 222,983                  | 22.95 دولارًا          | 85,763            | 16.75 دولارًا        |
| 1991  | فرونتيناك                                              | دي جي كريج        | 222,892                  | 22.95 دولارًا          | 82,642            | 16.75 دولارًا        |
| 1992  | عربة من كينغستون إلى يورك                              | كارستن سميث       | 187,612                  | 23.95 دولارًا          | 78,160            | 17.50 دولارًا        |
| 1993  | الذكرى المئوية لكأس ستانلي                             | ستيوارت شيروود    | 294,214                  | 23.95 دولارًا          | 88,150            | 17.50 دولارًا        |
| 1994  | فريق الكلاب الشمالي التابع للشرطة الملكية الكندية      | إيان د. سباركس    | 178,485                  | 24.50 دولارًا          | 65,295            | 17.95 دولارًا        |
| 1995  | الذكرى السنوية 325 لشركة خليج هدسون                    | فينسنت ماكيندو    | 166,259                  | 24.50 دولارًا          | 61,819            | 17.95 دولارًا        |
| 1996  | جون ماكنتوش وتفاحة ماكنتوش                             | روجر هيل          | 133,779                  | 29.95 دولارًا          | 58,834            | 19.95 دولارًا        |
| 1997  | الذكرى السنوية الخامسة والعشرون لسلسلة قمم كندا وروسيا | والتر بيردن       | 184,965                  | 29.95 دولارًا          | 155,252           | 19.95 دولارًا        |
| 1997  | الذكرى السنوية العاشرة للوني                           | جان لوك جروندين   | 24,995                   | 49.95 دولارًا          | لا يوجد BU        | غير متوفر           |
| 1998  | الذكرى السنوية الـ 125 لتأسيس الشرطة الملكية الكندية   | أدلين هالفورسون   | 130,795                  | 29.95 دولارًا          | 81,376            | 19.95 دولارًا        |
| 1999  | الذكرى السنوية الـ 225 لرحلة خوان بيريز                | دي جي كريج        | 126,435                  | 29.95 دولارًا          | 67,655            | 19.95 دولارًا        |

### 2000–2016
| السنة    | السمة                                                                            | الفنان                                                    | سك العملة (إثبات العملة) | سعر الإصدار (الإثبات) | سك العملة (بي يو) | سعر الإصدار (بي يو) |
| -------- | -------------------------------------------------------------------------------- | --------------------------------------------------------- | ------------------------ | --------------------- | ----------------- | ------------------- |
| عام 2000 | رحلة الاستكشاف                                                                   | دي إف واركنتين                                            | 121,575                  | 29.95 دولارًا          | 62,975            | 19.95 دولارًا        |
| 2001     | الذكرى الخمسين لتأسيس فرقة الباليه الوطنية الكندية                               | دورا دي بيديري هانت                                       | 89,390                   | 30.95 دولارًا          | 53,668            | 20.95 دولارًا        |
| 2001     | الذكرى السنوية التسعين لضرب الدولار الفضي الكندي عام 1911                        | دبليو إتش جيه بلاكمور                                     | 24,996                   | 49.95 دولارًا          | لا يوجد BU        | غير متوفر           |
| 2002     | اليوبيل الذهبي للملكة إليزابيث الثانية                                           | موظفو دار سك العملة الملكية الكندية                       | 29,688                   | 33.95 دولارًا          | 64,410            | 24.95 دولارًا        |
| 2003     | اكتشاف الكوبالت                                                                  | جون ماردون                                                | 88,536                   | 36.95 دولارًا          | 51,130            | 28.95 دولارًا        |
| 2004     | الذكرى السنوية الـ 400 لأول مستوطنة فرنسية في أمريكا الشمالية                    | آر آر كارمايكل                                            | 81,335                   | 36.95 دولارًا          | 41,934            | 28.95 دولارًا        |
| 2005     | الذكرى الأربعين لعلم كندا                                                        | ويليام وودروف                                             | غير متوفر                | 34.95 دولارًا          | غير متوفر         | 24.95 دولارًا        |
| 2006     | صليب فيكتوريا                                                                    | موظفو دار سك العملة الملكية الكندية                       | غير متوفر                | 34.95 دولارًا          | غير متوفر         | 26.95 دولارًا        |
| 2007     | ثايندانيجيا جوزيف برانت                                                          | طاقم آر سي أم استنادًا إلى الصورة التي التقطها لوري ماكجاو | 35,000                   | 42.95 دولارًا          | 65,000            | 34.95 دولارًا        |
| 2008     | الذكرى السنوية الـ 400 لتأسيس مدينة كيبيك وأول مستوطنة فرنسية في أمريكا الشمالية | سوزان دورانسو                                             | 35,000                   | 42.95 دولارًا          | 65,000            | 34.95 دولارًا        |
| 2009     | الذكرى المئوية للطيران في كندا.                                                  | جيسون بومان                                               | 50,000                   | 47.95 دولارًا          | 50,000            | 39.95 دولارًا        |
| 2010     | الذكرى المئوية للبحرية الملكية الكندية                                           | إيف بيروبي                                                | 50,000                   | 52.95 دولارًا          | 50,000            | 46.95 دولارًا        |
| 2011     | الذكرى المئوية لتأسيس حدائق كندا                                                 | لوك نورماندسون                                            | 40,000                   | 55.95 دولارًا          | 25000             | 40.95 دولارًا        |
| 2012     | الذكرى المئوية الثانية لحرب عام 1812                                             | أرديل بورجوا                                              | 40,000                   | 59.95 دولارًا          | 25000             | 54.95 دولارًا        |
| 2013     | الذكرى المئوية للبعثة الكندية للقطب الشمالي                                      | بوني روس                                                  | 40,000                   | 59.95 دولارًا          | 20,000            | 54.95 دولارًا        |
| 2014     | الذكرى المئوية لإعلان الحرب العالمية الأولى                                      | بوني روس                                                  | 40,000                   | 59.99 دولارًا          | 20,000            | 54.95 دولارًا        |
| 2015     | الذكرى الخمسين للعلم الكندي                                                      | جون مانثا                                                 | 20,000                   | 59.95 دولارًا          | 15000             | 54.95 دولارًا        |
| 2016     | الذكرى السنوية الـ 150 لكابل عبر الأطلسي                                         | إيف بيروبي                                                | 20,000                   | 59.99 دولارًا          | لا بو ؟           | غير متوفر ؟         |

### دولارات فضية بطبعة خاصة
| السنة | السمة | الفنان                              | ضرب النقود | سعر الإصدار  |
| ----- | --- | ----------------------------------- | ---------- | ------------ |
| 1999  | السنة الدولية لكبار السن                                                                                            | س. أرمسترونج-هودجينز                | 24,976     | 49.95 دولارًا |
| 2002  | الملكة الأم | موظفو دار سك العملة الملكية الكندية | 9,994      | 49.95 دولارًا |
| 2003  | الذكرى الخمسين لتتويج الملكة إليزابيث الثانية (أول تمثال للملكة)                                                    | إيمانويل هان                        | 21,400     | غير متوفر    |
| 2003  | الذكرى الخمسين لتتويج الملكة إليزابيث الثانية (التمثال الرابع للملكة)                                               | إيمانويل هان                        | 29,586     | 51.95 دولارًا |
| 2004  | الذكرى السنوية الـ 400 لأول مستوطنة فرنسية في أمريكا الشمالية (مُعلَّمة في المرحاض؛ جزء من مجموعة عملات وطوابع بريدية) | آر آر كارمايكل                      | 8,315      | 99.95 دولارًا |
| 2004  | زهرة الخشخاش التذكارية                                                                                              | كوزمي سافيوتي                       | 24,527     | 49.95 دولارًا |
| 2006  | وسام الشجاعة | موظفو دار سك العملة الملكية الكندية | غير متوفر  | 54.95 دولارًا |
| 2007  | الاحتفال بالفنون | فريدريش بيتر                        | 20,000     | 54.95 دولارًا |
| 2008  | الذكرى المئوية لدار سك العملة الملكية الكندية                                                                       | جيسون بومان                         | 25000      | 59.95 دولارًا |
| 2009  | الذكرى المئوية لتأسيس فريق مونتريال كنديانز                                                                         | جيسون بومان                         | 15000      | 69.95 دولارًا |
| 2010  | الذكرى السنوية الخامسة والسبعين لإصدار الدولار الفضي الكندي فوياجير                                                 | بيرسي ميتكالف                       | 7,500      | 69.95 دولارًا |
| 2011  | الذكرى المئوية لإصدار الدولار الفضي الكندي عام 1911                                                                 | دبليو إتش جيه بلاكمور               | 15000      | 64.95 دولارًا |
| 2012  | الذكرى المئوية لكأس الرمادي                                                                                         | فيليب مروز من بنسيمون بيرن          | 10,000     | 69.99 دولارًا |
| 2012  | الذكرى المئوية لمهرجان كالجاري ستامبيد الأول                                                                        | ستيف هيبورن                         | 10,000     | 69.95 دولارًا |
| 2013  | الذكرى السنوية الـ 250 لنهاية حرب السنوات السبع                                                                     | توني بيانكو                         | 10,000     | 69.95 دولارًا |
| 2013  | الذكرى الستين لنهاية الحرب الكورية                                                                                  | إدوارد كارتر بريستون                | 10,000     | 69.95 دولارًا |
| 2014  | الذكرى الخامسة والسبعين لإعلان الحرب العالمية الثانية                                                               | سيلفيا بيكوتا                       | 7,500      | 69.99 دولارًا |
| 2015  | الذكرى المئوية لقصيدة "في حقول فلاندرز"                                                                             | توني بيانكو                         | 10,000     | 79.99 دولارًا |